# Distribuția geografică a vorbitorilor nativi de germană
     Limbă oficială
     Limbă co-oficială, germana nefiind limba maternă a majorității populației
     Limbă minoritară recunoscută de drept

Statutul legal al limbii germane:
Limbă oficială
Limbă co-oficială, germana nefiind limba maternă a majorității populației
Limbă minoritară recunoscută de drept

Minoritățile germanofone sunt populații autohthone în regiuni din afara Germaniei, Austriei, Elveției, Luxemburgului și Liechtensteinului. Aceste minorități etnice au apărut în secolele trecute (din Evul Mediu Timpuriu spre Evul Mediu Clasic) ca urmare a mai multor evenimente, printre care sunt colonizarea germanică a Europei de est (germană Ostsiedlung sau Ostdeutsche Kolonisation), mișcări de emigrație voluntară și deliberată, fluxuri de refugiați din motive religioase sau politice precum și schimbări de graniță și expulzări după războaie, în special după cele două războaie ale secolului 20. Membrii minorităților germanofone dețin în general cetățenia țării în care locuiesc.